# Надоедливый апельсин
«Надоедливый апельсин» (англ. The Annoying Orange) — комедийный веб-сериал от Дэйна Бодихаймера (англ. Dane Boedigheimer), также известного как «ДэйнБоу» (англ. DaneBoe). Первая серия появилась на канале Дэйна 9 октября 2009. В июне 2011 канал был на 8 месте по числу подписчиков и на 30 месте по количеству просмотров за всё время. На данный момент канале более 3-х миллионов подписчиков.

## Описание
Главный герой — антропоморфный апельсин, которого играет Дэйн. Спенсер Грув (англ. Spencer Grove), партнёр Дэйна, пишет сюжеты большинства эпизодов.
Апельсин смущает и «доводит до ручки» фрукты, овощи и разные анимированные объекты на кухне своими шутками. Он делит кухню со своим лучшим другом Грушей, которого также играет Дэйн. Другие фрукты, которые обитают на кухне — это Маракуйя, Грейпфрут-«силач», Маленькое Яблоко, маленький Маршмэллоу и старик-лимон Дедушка Лимон. Большинство эпизодов состоят из доведения до раздражённого состояния персонажей, которых потом разрезает на части Нож (иногда используется блендер или игрушка-вертушка; также персонажи могут быть убиты грушевидной тыквой Сквошем). Комичность ситуации заключается в том, что Апельсин всегда пытается предупредить их об этом посредством крика, такого как «Knife!» («Нож!»).
Для анимации персонажей Дэйн использует глаза (точнее, один из них дублируется) и рот актёра, которые накладываются на играемого персонажа. Например, Дэйн использует свои собственные глаза и рот для обыгрывания Апельсина и Груши (при этом рот Апельсина был перекрашен, в то время как рот Груши не изменялся).
В ранних эпизодах Дэйн играл всех персонажей, которых «достаёт» Апельсин, пока не стал приглашать по крайней мере одного актёра на каждый эпизод. Были приглашены, к примеру, Роберт «Bobjenz» Дженнингс (англ. Robert Jennings), Лукас Круйкшанк (англ. Lucas Cruikshank) и группа Weezer. Три члена Weezer сыграли колбасу и сыр на «тарелке вечеринок» в эпизоде Wazzup 3: Bonsai Tree (Дерево Бонсай), их появление было частью промокампании в продвижении альбома Hurley. 17 декабря 2010 актёр от Openfilm Джеймс Каан (англ. James Caan) появился в облике перца халапеньо в эпизоде Jalapeño (Халапеньо).
Также, в результате появлений Дэйна в качестве гостя у других ютуберов были созданы два кроссовера:
- 24 июня 2010 Дэйн был представлен как Апельсин в ролике Фреда Фигглхорна (англ. Fred Figglehorn) «Fred Goes Grocery Shopping!», на следующий день Фред появился в эпизоде Annoying Orange vs. FRED!!!.
- 20 августа 2010 Эван Ферранте (англ. Evan Ferrante) из Take180 Awesome Shows появился в эпизоде Close Encounters of the Annoying Kind в роли предводителя расы брокколи, на следующий день Дэйн появился в ролике Эвана «Not Tom Cruise» в роли Апельсина.

13 августа 2010 на канал с Апельсином подписался 1 миллион человек. Сериал был оценен как самый просматриваемый в марте 2010 по версии Mashable.
С 2012 года мультфильм транслируется на канале Cartoon Network по понедельникам в 8:30 и 19:30.
На данный момент у Апельсина есть несколько каналов на YouTube: его (основной канал, на котором выходит сериал), Груши, Грейпфрута, Маршмэллоу, Маракуйи, Дедушки Лимона и Annoying Orange Gaming (канал о летсплеях).

## Главные персонажи

### Апельсин (Orange)
Главный персонаж появляется в каждом эпизоде с момента показа сериала. У него жёлтые зубы, серые глаза и заливистый смех. Его стандартный ответ на то, что его называют надоедливым — «No, I’m not. I’m an orange!» («Нет, я Апельсин!»). Дэйн описывает персонажа как сборного из тех людей, которых он встречал в своей жизни, говоря при этом: «Everyone knows somebody like him: they don’t listen, they are annoying, and at the same time they are kind of lovable» («Каждый знает кого-нибудь, как он: они не слушают, а только раздражают, но в то же время они довольно милые»).
Апельсин имеет типичные, повторяющиеся в каждом эпизоде, манеры. Эпизод обычно начинается с повторения Апельсином фразы «Hey, [имя персонажа]!», до тех пор, пока ему не ответят, и обычно использует игру слов в имени или описании персонажа (к примеру, во втором эпизоде он называл тыкву (англ. pumpkin) «Plumpkin» (от англ. plump — пухлый)). Он также достаёт персонажей своим смехом, грубыми и обидными шутками, отрыжкой и «детскими» звуками языком, а также плевками семечками (однако в одной из серий он плевался соком, что более логично, ведь человеческая слюна — жидкость, а не твёрдый элемент). И если им это не нравится, то Апельсин говорит «You’re an apple!» («Ты — яблоко!»). Плюс ко всему, Апельсин любит изображать моторную лодку (катер): в одном из эпизодов он делал это 10 часов подряд (так как выпил энергетик «ZOOM»).
Также герой умеет ловко мошенничать: так, в серии Annoying Orange Saw (пародия на серию фильмов «Пила») Апельсин, в ответ на то, что будет разрезан, если вовремя не найдёт ключ от ловушки, внезапно показывает Билли тот самый ключ (который каким-то образом появился из ниоткуда), а в серии Annoying Orange Vs. Slender, являющейся пародией на игру «Slender: The Eight Pages», он умудряется таким же образом «собрать» сразу все страницы, чем привёл в шок Слендера. В Annoying Orange Vs. Mortal Kombat (действия которой разворачиваются в MKII) Апельсин освобождается из куба льда, в котором он был заморожен Шанг Цунгом, перевоплотившимся до этого в Саб-Зиро.
Как оказалось в Annoying Orange 5, его тоже можно разозлить, если на кухне появится второй апельсин, только тупее, с более противным смехом и более тусклой кожурой. В другой серии выясняется, что он — дальтоник (то есть не может различать красный и зелёный, но при этом может различать своих собеседников). В серии Fruit-For-All он участвовал в одноимённом шоу, которое является пародией на «Jeopardy!» (в России известно как «Своя игра»).
На счету Апельсина и его друзей есть несколько пародий на известные песни:
- «Chiller» (рус. Морозильник) — пародия на «Thriller» Майкла Джексона;
- «He Will Mock You» (рус. Он будет издеваться над вами) — пародия на «We Will Rock You» группы Queen;
- «Party Rock» (пародия на одноимённую песню LMFAO; различие — в пародии поётся про Праздничный камень);
- «Orange Nya-Nya Style» (рус. Стиль Апельсина, Бла-Бла) — пародия на «Gangnam Style» корейского певца PSY;
- «What Does the Sock Say?» (рус. Что говорит носок?) — пародия на «The Fox (What Does the Fox Say?)» норвежского дуэта Ylvis;
- «Mob Busters» (рус. Охотники за мобами) — пародия на песню из фильма «Охотники за привидениями», отредактированная в игре Minecraft;
- «No more Mr. Knife Guy» (рус. Нет больше Мистера Ножа) — пародия на песню «No more Mr. Nice Guy»;
- «Midget Rudolph» (рус. Маленький Рудольф) — пародия на известную рождественскую песню о красноносом олене Санты Рудольфе;
- «Fri-Day» (рус. День фри) — пародия на песню поп-певицы Ребекки Блэк «Friday».

Также есть персонаж Леди Паста (Lady Pasta), которая является пародией на известную американскую певицу Леди Гагу. Она появляется в одной из серий (где же и погибает при варке), где поёт пародию на «Bad Romance».
На логотипе канала о летсплеях Annoying Orange Gaming Апельсин появляется с шапкой и усами, как у Марио.

### Груша (Pear)
Перед тем, как стать постоянным персонажем (это произошло после серии Passion of the Fruit), Груша единожды появился в пилотном эпизоде. Его сорт — Вильямс; он обитает на той же кухне, что и Апельсин, и является его лучшим другом. Несмотря на их дружбу, он часто раздражается Апельсином, до точки, когда он хочет умереть. Он очень добрый персонаж, который пытается помочь другим сохранить контроль, в сериале более интеллигентен, чем Апельсин. Но нельзя сказать, что он — зануда. В Ask Orange #3 (Спросите у Апельсина #3) есть вопрос: «Why Pear is boring?» («Почему Груша скучный?») на что Апельсин ответил: «Пусть он сам с этим разберётся». В Ask Orange #13 (Спросите у Апельсина #13) выясняется, что он ненавидит маленьких детей.

### Маленькое Яблоко (Little Apple)
Впервые его можно было увидеть в эпизоде Crabapple. Также озвучен Дэйном, его сорт — Ред Делишес. В сериале дружит со всеми, а особенно с Маршмэллоу. Не любит, когда его называют «Midget Apple» («крохотное яблоко»), предпочитая имя «Little Apple». В одной из серий выясняется, что он издаёт очень яркое излучение после приёма ванны, но не радиоактивное (однако оно заставило Маршмэллоу растаять).

### Маракуйя (Passion Fruit)
Маракуйя. Впервые появляется 19 февраля 2010 в эпизоде Passion of the Fruit (где они с Апельсином и влюбляются друг в друга). Обижается на частые оскорбления и пытается заставить Апельсина перестать быть надоедливым. У неё есть сестра-близнец Мэнди: она появляется в Wishful Thinking, где влюбляется в Грушу.
Обеих героинь озвучила видеоблогер Джастин Изэрик (англ. Justine Ezarik, более известная как iJustine), с момента дебюта Маракуйи ставшая регулярной актрисой сериала и, помимо неё, исполнившая некоторые эпизодические роли.

### Маршмэллоу (Marshmallow)
Маршмэллоу, озвученный самим Дэйном. Дебютировал в эпизоде Annoying Saw 2: The Annoying Death Trap 24 сентября 2010. Он маленький, как ребёнок, с визгливым голосом. Никто не знает, кто он: мальчик или девочка.
Обычно Маршмэллоу представлен как весёлый и счастливый, и говорит, что любит «puppies, and unicorns, and bunnies, and rainbows, and clouds, and kittens, and bunnies, and rainbows» («щенков, и единорогов, и зайчиков, и радугу, и облака, и котят, и зайчиков, и радугу»). Кроме того, герой невосприимчив к урону от порезов, огня и сюрикэнов. Он также может чихать блёстками и взрываться, если его сильно разозлят (что было продемонстрировано в эпизоде Annoying Orange: Best Fiends Forever). Нередко появляется как камео (так, он появился с выкриком «Toasty!» в Annoying Orange Vs. Mortal Kombat, когда Апельсин ударил противника своим апперкотом, что является намёком на известную пасхалку в игре). Несмотря на свой маленький размер, может поглощать очень много еды (серия Self-Pork-Trait).
В игре Annoying Orange: Kitchen Carnage может появиться в кухонном шкафу, как и остальные персонажи: если туда попасть, можно получить дополнительные очки. В игре Splatter Up Маршмэллоу можно заметить в горшочке с горячим шоколадом, на котором написано «Mondays!» («Понедельники!») — отсюда следует, что он любит почти всё, даже самые ненавистные народом Земли вещи (понедельник — одна из этих вещей).

## Второстепенные персонажи
В сериале так же имеются несколько второстепенных персонажей:

### Грейпфрут (Grapefruit)
Грейпфрут, сыгранный Робертом Дженнингсом (в 2021 году его заменил Джон Бэйли с канала Screen Junkies). Впервые появился в серии Passion of the Fruit как заклятый враг Апельсина. Он так же любит Маракуйю, и поэтому сильно ругается с Апельсином. Персонаж был убит Ножом, но был возвращён к жизни в качестве части монстра в эпизоде Frankenfruit. Позже, непонятным образом, возрождён повсеместно и стал появляться в каждой второй-третьей серии. В одной из серий поджёг фото единорога по имени Принцесса Баттерфлайкисс (англ. Princess Butterflykiss) с целью доведения Маршмэллоу до состояния аффекта.
В заставке летсплеев канала Annoying Orange Gaming изображён в шлеме Мастера Чифа из Halo.

### Дедушка Лимон (Grandpa Lemon)
Дедушка Лимон — престарелый лимон, забывчивый и имеющий привычку засыпать. Первое появление — 4 июня 2010, в одноимённом эпизоде. Разрезан Ножом, но был возвращён к жизни в качестве части Франкенфрукта в Frankenfruit, хотя, как и Грейпфрут, был возрождён и стал периодически появляться в роли рассказчика историй или эпизодического персонажа. В серии Annoying Orange vs. Angry Birds — Дедушка Лимон победил свиней бензопилой, приснившейся ему во время сна в рогатке.
В заставке летсплеев канала Annoying Orange Gaming показан бегущим куда-то, с глазами Пакмана и поедающим точки.

### Нож (Knife)
Нож был представлен просто как кухонный инструмент в пилотной серии. Он появляется, когда Апельсин указывает на его присутствие, и сразу же разрезает других персонажей на части.
Как говорящий персонаж появился в серии No More Mr. Knife Guy. Как оказалось, Нож не очень-то рад своей жизни, по причине его использования. Его смертельный враг — точильный инструмент, который причиняет ему боль. 1 марта 2013 года была снята песня «No More Mr. Knife Guy», посвящённая персонажу. В Annoying Orange Vs. Mortal Kombat был использован в качестве фаталити Апельсина.

### Лепрекон Лиам (Liam the Leprechaun)
Лиам впервые появился в Luck of the Irish 12 марта 2010 как злой лепрекон, потерявший свой горшочек золота (им он был раздавлен в конце эпизода). Позже появлялся в нескольких сериях. В серии Ask Orange #3 превратил Апельсина в игрушку. Плюс, в конце другого эпизода Self Pork-trait Апельсин сказал, что «в следующий раз съедим Лиама».

### Расплющиватель (Squash)
Кабачок, который падает на всё, что есть на кухне, при этом говоря: «Eww-hoo-hoo, gross!» («Фу-у! Чёрт!»). Никогда не улыбается. Сыгран Дэйном Бодихаймером. Имеет голос как у Патрика из мультсериала «Губка Боб Квадратные Штаны».

### Доктор Банан (Dr. Bananas)
Банан, создающий изобретения для улучшения жизни, чтобы продавать их, но при этом невнимательный, и на всех его изобретениях есть функция уничтожения. Впервые появился в одноимённой серии. Убит Ножом (по собственной вине), но возродился в серии Honey I Shrunk The Fruits (Возвращение Доктора Банана: Уменьшенные фрукты). Позже стал появляться и в других сериях. Озвучила его видеоблогер Дженна Марблс.